# Wolfgang Fischer (Kirchenmusiker)
Wolfgang Fischer (* 5. August 1932 in Dresden; † 5. März 2011 in Rüdersdorf bei Berlin) war ein deutscher Kirchenmusiker und Kirchenliederkomponist.

## Leben
Wolfgang Fischer war schon als Kind Mitglied des Dresdner Kreuzchores. In der Elbestadt begann er auch das Studium der Kirchenmusik, das er in Berlin fortsetzte. Er war von 1957 bis 1974 Kantor an St. Peter und Paul (Brandenburg an der Havel) und lehrte Kirchenmusik am dortigen Predigerseminar. Von 1966 bis 1979 versah er das Amt des Landeskirchenmusikdirektors der Evangelischen Kirche in Berlin-Brandenburg (Region Ost). Er war von 1974 bis 1997 als Kirchenrat bei der Kirchenkanzlei der Evangelischen Kirche der Union (EKU, heute: UEK) Referent für Kirchenmusik und Gottesdienst. Gleichzeitig nahm er das Amt eines Kantors an der St.-Bartholomäus-Kirche (Berlin) wahr. Von 1991 bis 1997 leitete er die Kammer für Kirchenmusik der EKU. Wolfgang Fischer war jahrelang Mitherausgeber der Zeitschrift Musik und Kirche. 1997 trat Fischer in den Ruhestand, den er in Berlin verbrachte. Er starb im Alter von 78 Jahren.

## Kompositionen
Fischer schrieb zahlreiche Kompositionen zu Kirchenliedern. Seine Kanon-Vertonung des Christuswortes „Siehe, ich bin bei euch alle Tage“ (Matthäus-Evangelium 28,20) aus dem Jahr 1967 wurde als Begleit-Kanon zum Kirchenlied „Hilf, Herr meines Lebens“ von Gustav Lohmann/Markus Jenny und Hans Puls in das Evangelische Gesangbuch (Nr. 419) aufgenommen.